# Leon van der Torre
Leon (Leendert) van der Torre, né à Rotterdam le 18 mars 1968, est un professeur d'informatique à l'Université du Luxembourg. Il est responsable du groupe de recherche Individual and Collective Reasoning (ICR) qui fait partie de l'unité de recherche Computer Science and Communication (CSC). Il est spécialiste de logique déontique et des systèmes multi-agents. Il est membre du Ethics Advisory Committee de l'université du Luxembourg et fondateur du CSC Robotic research laboratory.

## Biographie
Leon van der Torre a étudié l'informatique à l'université Érasme de Rotterdam. Il a défendu sa thèse de doctorat à l'université Érasme de Rotterdam en 1997 sous la direction de Yao-Hua Tan. Sa thèse porte sur la logique déontique appliquée à l'informatique et ses connexions avec les logiques non monotones.
Après un poste en Allemagne (Institut Max-Planck d'informatique à Sarrebruck), en France (bourse Marie-Curie, CNRS-IRIT, Toulouse), aux Pays-Bas (CWI Amsterdam) et en Belgique (Vrije Universiteit Brussel), il est professeur à l'Université du Luxembourg à partir de janvier 2006. Il est responsable de l'équipe de recherche Computer Science and Communication.

## Recherche
Après avoir travaillé en théorie de la décision qualitative, Leon van der Torre s'est rapproché des sciences cognitives et des systèmes multi-agents. Il a développé l'architecture agent BOID (avec des collègues de la Vrije Universiteit Brussel), a créé input/output logics (avec David Makinson), et une approche orientée théorie des jeux aux systèmes multi-agents normatifs (avec Guido Boella de l'université de Turin). C'est l'initiateur des workshops sur la coordination et l'organisation (CoOrg), sur les perspectives interdisciplinaires des rôles (ROLES), et des systèmes multi-agents normatifs (NORMAS). He became an ECCAI Fellow in 2015.
Leon van der Torre est éditeur de Journal of Logic and Computation, membre du comité éditorial de Logic Journal of the IGPL et de IfCoLog Journal of Logics and their Applications, responsable du comité de pilotage de la conférence DEON, membre du comité de pilotage de CLIMA et éditeur des Handbooks of Deontic Logic and Normative Systems.

## Prix et distinctions
Depuis 2015, il est membre fellow de la European Association for Artificial Intelligence, (anciennement European Coordinating Committee for Artificial Intelligence).

## Vie personnelle
Depuis 2000, Leon van der Torre est marié à une artiste  Egberdien van der Torre - van der Peijl et ils ont deux enfants.